# Simon Opzoomer

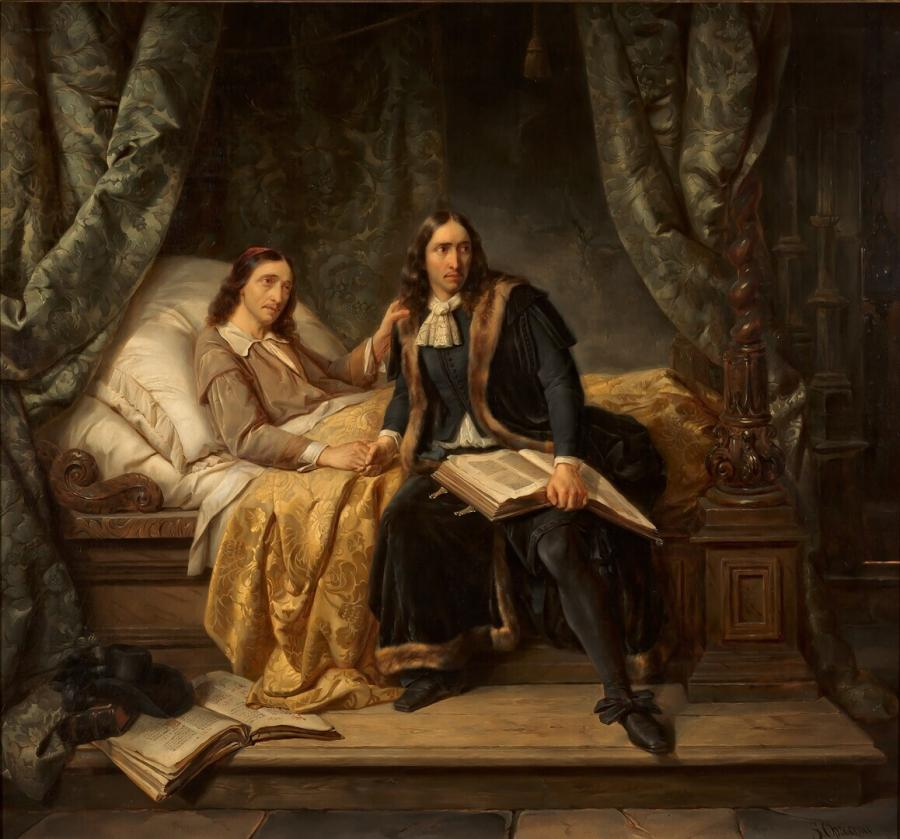
Gebrüder Witt im Gefängnis

Simon Opzoomer (* 19. September 1807 in Rotterdam; † 4. August 1878 in Antwerpen) war ein niederländischer Genre- und Historienmaler.
Opzoomer war in Rotterdam Schüler von Gillis de Meijer. Er studierte an der Koninklijke Academie voor Schone Kunsten van Antwerpen bei Mathieu Ignace van Brée und dann bei Nicaise de Keyser. In den Jahren 1836–1837 unternahm er eine Reise nach Paris, um sein Studium fortzusetzen. Nach seiner Rückkehr in das Königreich der Niederlande stellte er 1838 zum ersten Mal in Amsterdam sein „Porträt einer jungen Frau“ aus. Eines der ersten historischen Werke, das er der Öffentlichkeit ausstellte, war „Die Gebrüder von Witt im Gefängnis von Den Haag“, das 1843 präsentiert und von König Wilhelm II. erworben wurde.
Er wurde regelmäßig zu Ausstellungen in den Niederlanden eingeladen und 1853 von König Wilhelm III. mit einer Ernennung zum Ritter des Ordens der Eichenkrone geehrt.
In den frühen 1850er Jahren zog Opzoomer nach Antwerpen und blieb dort trotz einiger kurzer Besuche 1857 in Den Haag und 1858 in Rotterdam bis zu seinem Tod.